# Ernest George Meers

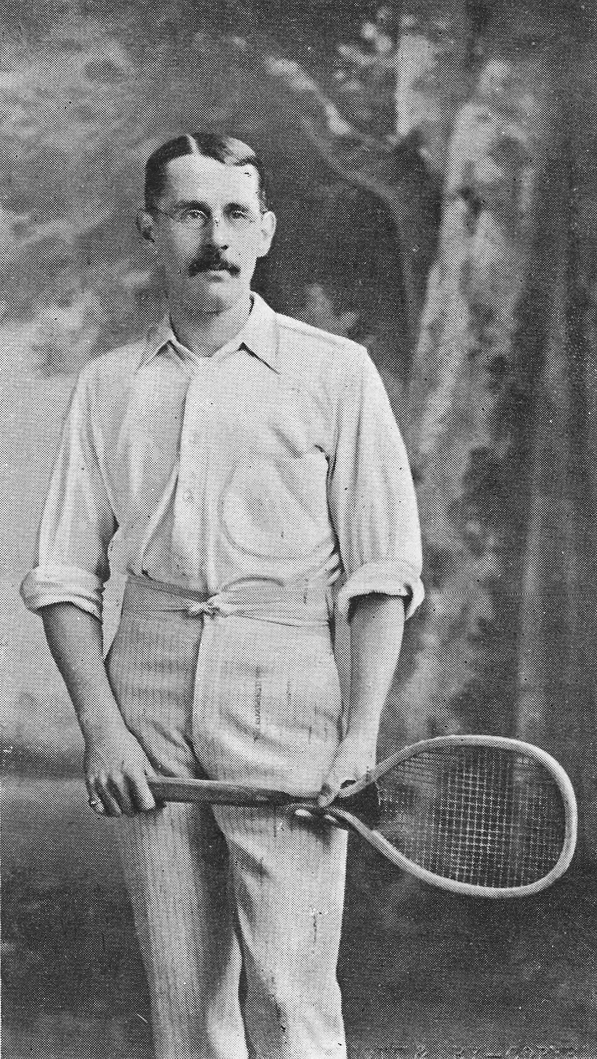
Meers (vor 1903)

Ernest George Meers (* 1848 bei Ashford, Grafschaft Kent; † 20. August 1928 in York) war ein englischer Tennisspieler.
1889 war Meers einer der ersten Nichtamerikaner, die an den US-amerikanischen Meisterschaften teilnahmen. Von 1885 bis 1895 spielte er bei den Wimbledon Championships. 1894 und 1895 erreichte er dort das Viertelfinale. 1892 gewann er die britischen Hallenmeisterschaften.